# Pataveh
Pataveh (farsi پاتاوه) è una città dello shahrestān di Dena, circoscrizione di Pataveh, nella provincia di Kohgiluyeh e Buyer Ahmad.